# Nagore Gabellanes
Nagore Gabellanes Marieta (ur. 25 stycznia 1973 w San Sebastián) – hiszpańska hokeistka na trawie, złota medalistka olimpijska z Barcelony.
Brała udział także w Letnich Igrzyskach Olimpijskich w 1996 w Atlancie, Hiszpanki były tam ósme.